# Крчевина (Ђурђеновац)
Крчевина (хрв. Krčevina) је насељено место у општини Ђурђеновац, Осјечко-барањска жупанија, Хрватска.

## Историја
До територијалне реорганизације у Хрватској била је у саставу старе општине Нашице. Као самостално насељено место Крчевина постоји од пописа 2001. године. Настала је издвајањем дела из насеља Бељевина.

## Становништво
У попису становништва из 2011. године, Крчевина је имала 115 становника.
| Број становника према пописима | Број становника према пописима | Број становника према пописима | Број становника према пописима | Број становника према пописима | Број становника према пописима | Број становника према пописима | Број становника према пописима | Број становника према пописима | Број становника према пописима | Број становника према пописима | Број становника према пописима | Број становника према пописима | Број становника према пописима | Број становника према пописима | Број становника према пописима |
| ------------------------------ | ------------------------------ | ------------------------------ | ------------------------------ | ------------------------------ | ------------------------------ | ------------------------------ | ------------------------------ | ------------------------------ | ------------------------------ | ------------------------------ | ------------------------------ | ------------------------------ | ------------------------------ | ------------------------------ | ------------------------------ |
| 1857                           | 1869                           | 1880                           | 1890                           | 1900                           | 1910                           | 1921                           | 1931                           | 1948                           | 1953                           | 1961                           | 1971                           | 1981                           | 1991                           | 2001                           | 2011                           |
| 0                              | 0                              | 0                              | 0                              | 0                              | 0                              | 0                              | 0                              | 0                              | 71                             | 178                            | 199                            | 155                            | 161                            | 135                            | 115                            |

Напомена: Године 2001. настала издвајањем из насеља Бељевина. До 1948. подаци су садржани у насељу Бељевина.